# Wiesław Gawlikowski
Pour les articles homonymes, voir Gawlikowski.
Wiesław Witold Gawlikowski, né le 2 juillet 1957 à Cracovie, est un tireur sportif polonais.

## Carrière
Wiesław Gawlikowski participe aux Jeux olympiques à quatre reprises (1968, 1972, 1976 et 1980).
Lors de l'édition 1976 à Montréal, il remporte la médaille de bronze dans l'épreuve du skeet.
Plus tôt, en 1974, il était devenu champion du monde du skeet.
Durant sa carrière, il a représenté les clubs du Wawel Cracovie, Śląsk Wrocław et Sokol Piła.